# Tripla giunzione di Afar

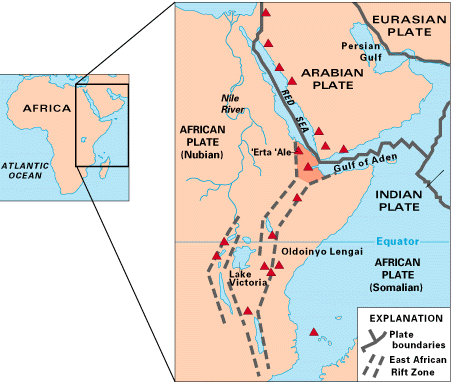
La posizione del triangolo (l'area ombreggiata al centro della mappa), alle coordinate 11° 30' N, 43º 00' E, e delle linee di faglia locali.

La tripla giunzione di Afar (chiamata anche sistema di rift Afro-Arabico) è una tripla giunzione geologica situata lungo un margine divergente che separa le placche somala, nubiana e araba; l'area in cui è situata questa tripla giunzione e che in totale si estende per oltre 6.500 km, dal triangolo di Afar al Mozambico, è oggi considerata un esempio di rifting continentale che sta producendo un'espansione del fondale oceanico e portando alla formazione di un bacino oceanico.
In questa tripla giunzione si incontrano il sistema di rift del Mar Rosso, che si estende da qui verso nord attraverso il Mar Rosso fin dentro il Mar Morto, la dorsale di Aden, che si estende verso est attraverso il golfo di Aden fino a connettersi con la dorsale di Sheba e quindi con la dorsale di Carlsberg, estremità nord-occidentale della dorsale medio-indiana, e il sistema di rift dell'Africa orientale, che si estende verso sud per oltre 4.000 km attraversando il Kenya, l'Uganda, la Repubblica Democratica del Congo, il Ruanda, il Burundi, la Tanzania, lo Zambia, il Malawi e raggiungendo infine il Mozambico.

## Formazione di spaccature e di duomi

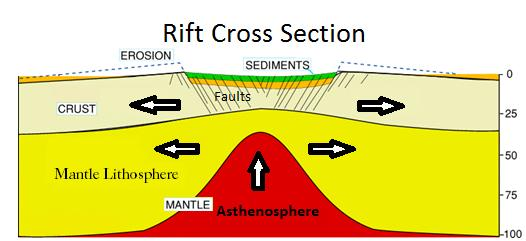
Le dinamiche interne di un sistema di rift.

Prima dell'inizio della fase di separazione e quindi della formazione dei sistemi di rifting, le placche nubiana (a cui ci si riferisce ancora come placca africana), somala e araba erano unite a formare un'unica placca tettonica, la placca africana.

Si ritiene che l'inizio della spaccatura di quest'area risalgo ad un periodo tra il Cretacico superiore e il primo Paleogene. In quel periodo la placca africana iniziò ad essere sottoposta a stress causati dalla subduzione di alcune regioni del suo margine settentrionale al di sotto della placca euroasiatica; allo stesso tempo la presenza di un punto di risalita del materiale fuso dal mantello, ossia di un punto caldo (secondo alcuni studi più di uno), che oggi si ritiene fosse al di sotto del lago Tana, in Etiopia, causò la deformazione e il rigonfiamento della superficie crostale dando origine a una serie di duomi oggi presenti lungo il sistema di rift dell'Africa orientale. Basandosi su correlazioni ambientali e sulla posizione dei siti di ritrovamento di rocce calcaree risalenti al Giurassico superiore e di rocce arenarie risalenti al Cretacico superiore, si pensa che l'attività del suddetto punto caldo abbia portato a un innalzamento totale dell'altopiano etiopico, dovuto all'inspessimento della litosfera qui presente, di circa 2,2 km negli ultimi 150 milioni di anni.
 Tale innalzamento sarebbe avvenuto in fasi ben distinte e intervallate da lunghi periodi di stabilità ed erosione, in particolare, alcune fasi di accrescimento sono state rilevate alla fine del Cretacico, con un innalzamento totale di 400 m, e alla fine del Neogene, con un accrescimento totale di 1.500 m, quest'ultima fase sarebbe inoltre correlata anche all'innalzamento dell'altopiano keniota e, conseguentemente, alla formazione di una depressione tra le due formazioni geologiche.
Poiché in essa si incontrano tre margini divergenti, la tripla giunzione di Afar è una giunzione di tipo R-R-R e, stando ai criteri di stabilità introdotti da Mackenzie e Morgan, è una tripla giunzione stabile e tale rimarrà finché non ci saranno cambiamenti nei movimenti tettonica.
Di seguito una breve descrizione dei margini che qui si incontrano.

### Sistema di rift dell'Africa orientale
Il sistema di rift dell'Africa orientale è un rift attivo presente tra le protoplacche nubiana e somala. Causato da un elevato flusso di calore proveniente dal mantello al di sotto del Kenya e della regione di Afar, il sistema di rift si estende in direzione NNE-SSW e può essere considerato diviso in due parti, una orientale e una occidentale. La regione orientale, a volte chiamata anche rift di Gregory, è caratterizzata da un'intensa attività vulcanica mentre la regione occidentale, chiamata anche rift Albertino, è caratterizzata dalla presenza di bacini sedimentari più profondi e fortemente fagliati che possono anche contenere laghi, come nel caso del lago Tanganika e del lago Rukwa. La velocità di allargamento del sistema di rift è di circa 6 mm/anno nella sua parte settentrionale e diminuisce man mano verso sud.

### Sistema di rift del Mar Rosso
Il sistema di rift del Mar Rosso si estende tra placca nubiana e la placca araba, partendo dal Mar Morto e arrivando fino alla tripla giunzione di Afar percorrendo l'intera lunghezza del Mar Rosso. Il sistema di rift ha una velocità di allargamento che va dai 7 ai 17 mm/anno e lungo di esso sono presenti numerosi vulcani, come ad esempio il Jabal Al-Tair.

### Dorsale di Aden
La dorsale di Aden è un margine divergente che divide la placca somala da quella araba. La formazione ha una velocità di allargamento di 17 mm/anno e si estende verso est a partire dalla tripla giunzione di Afar fino alla dorsale di Sheba, a volte considerata parte della stessa dorsale di Aden, che poi si estende fino alla zona di frattura di Owen.

## Depressione di Afar

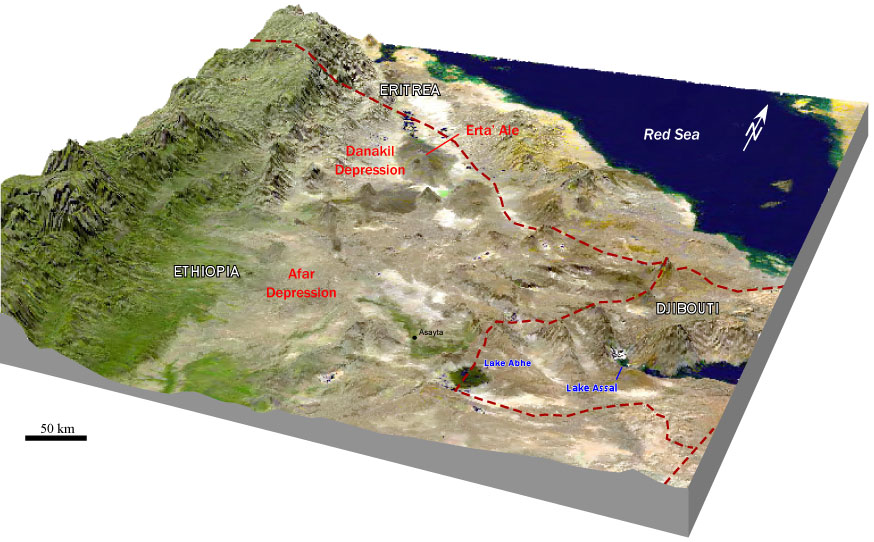
Visione prospettica della depressione di Afar e delle formazioni circostanti.

In corrispondenza della tripla giunzione di Afar si è venuta a creare una depressione, la depressione di Afar chiamata anche "triangolo di Afar", in cui è presente il più basso punto dell'Africa, a -155 m sul livello del mare. L'area della depressione è oggi di oltre 200.000 km2 e, come precedentemente detto, è stata luogo di numerosi sollevamenti crostali che hanno portato sia alla formazione di duomi, il più famoso dei quali è il duomo di Afar, che ha cominciato a svilupparsi circa 40 milioni di anni fa, sia alla formazione di strutture caratterizzate dalla presenza di pilastri e fosse tettoniche.

## Evoluzioni future
Diversi sistemi di rifting simili a quelli presenti nell’area della tripla giunzione di Afar sono stati presenti nella storia geologica del pianeta e in ognuno di essi si è vista a formazione di un aulacogeno, ossia di un bacino sedimentario derivante da un processo di rifting abortito, e di due margini divergenti veri e propri. Sebbene ad oggi non ci siano aulacogeni e sebbene il sistema di rift dell'Africa orientale non abbia dato segnali di rallentamento nella propria espansione, molti geologi pensano che sarà proprio quest'ultimo a trasformarsi un aulacogeno.
Esiste anche la possibilità che lungo il margine orientale della placca continentale somala si venga a creare una zona di subduzione associata all'espansione della dorsale medio-indiana e del rift dell’Africa orientale. Tale compressione della placca continentale su due lati potrebbe infatti portare all'inizio di una subduzione della placca oceanica al di sotto della placca continentale.
Il sopraccitato sollevamento crostale ha portato alla formazioni di horst e graben, ossia pilastri e fosse tettoniche, nonché di faglie listriche, il che indica la struttura di un bacino pre-oceanico. Benché il futuro di quest'area sia ancora sconosciuto, è comunque prevedibile che, se gli attuali movimenti tettonici continueranno in questa direzione, si verrà qui a formare un bacino oceanico con un sistema di dorsali oceaniche che separeranno le placche nubiana, somala e araba, che saranno ormai definitivamente separate